# 黃雅宇
黃雅宇（英語：Jessica Wong Nga Yu，1977年3月1日—）是香港新聞工作者，現任香港電台新聞節目主持，前亞視新聞助理採訪主任兼主播，
黃雅宇早期入職有線新聞，2000年加入亞視新聞，主要為採訪記者，及後成為主播，多主持《十二點半新聞》，曾擔任（駐廣州記者）及（駐北京記者），2007年升為首席記者，2008年3月3日開始主持《主播天下》。
黃雅宇當時主要負責《六點鐘新聞》及《亞洲電視夜間新聞》，2012年中則主要主持《亞洲早晨》。2011年10月12日，黃雅宇擔任亞視代表出席《施政論壇》。
2012年9月18日，黃雅宇最後一日主持《亞洲早晨》，以一句「多謝大家收睇，後會有期」作結，正式離開亞視新聞部，而她於2013年元旦轉往香港賽馬會工作，出任公共傳訊及推廣主管。
2013年10月正式加入無綫新聞，負責專題節目採訪工作，亦不時會主持《時事多面睇》，另外亦於2014年5月31日以及6月2日播出的六四25週年系列報道中客串幕前工作，先後於美國波士頓採訪哈佛大學採訪講師何曉清以及在美國馬里蘭州採訪流亡知識分子嚴家祺。
2014年10月起，黃雅宇轉職至香港電台，為《議事論事》擔任採訪工作。當《議事論事》主持柳俊江休假時，會暫代主持節目。
由2016年4月4日起，黃雅宇在港台電視，擔任 《早辰。早晨》 早晨新聞節目主持。
2017年9月14日起，黃雅宇接替柳俊江，擔任《議事論事》主持。

## 外部連結
- 黃雅宇blog